# 密栉新相手蟹
密栉新相手蟹（学名：Neoepisesarma mederi）为方蟹科新相手蟹属的动物。分布于印度尼西亚、菲律宾、新加坡以及中国大陆的海南岛、江苏等地，生活环境为海水，主要栖息于潮间带的泥滩上。